# Jenna Jameson
Jenna Jameson, nascuda Jenna Marie Massoli (Las Vegas, Nevada, 9 d'abril de 1974), és una ex actriu i directora de cinema pornogràfic estatunidenca, coneguda com a «la reina del porno», i que ha estat considerada l'intèrpret porno més famosa del món.
Va començar a actuar en vídeos eròtics el 1993 després d'haver treballat com a stripper i model glamour. Cap a 1996, havia guanyat el premi a la «màxima revelació» de cadascuna de les tres principals organitzacions de pel·lícules per adults. Des de llavors, ha guanyat més de 20 premis de vídeos per adults, i ha entrat als Salons de la Fama tant de la X-Rated Critics Organization (XRCO) com de l'Adult Video News (AVN).
L'any 2000 va fundar, conjuntament amb Jay Grdina, (amb qui posteriorment es casaria i divorciaria), la productora especialitzada en pel·lícules porno d'alt pressupost ClubJenna. Inicialment un senzill lloc web, el negoci es va expandir gestionant webs similars d'altres estrelles, i va començar a produir vídeos de sexe explícit el 2001. La primera d'aquestes pel·lícules, Briana Loves Jenna (amb Briana Banks), va ser guardonada en els Premis AVN de l'any 2003 com el títol més venut i més llogat de la indústria del porno pel 2002. Cap a 2005, ClubJenna havia facturat uns 30 milions de dòlars, amb un benefici estimat de la meitat d'aquesta quantitat. Anuncis del seu lloc i les seves pel·lícules, sovint amb la seva imatge, s'han mostrat en una cartellera de 48 peus d'alçada a Times Square. Playboy TV hostatga el seu Jenna's American Sex Star, un reality show on aspirants a ser estrelles porno competeixen per un contracte de Club Jenna.
Ha protagonitzat més d'un centenar de pel·lícules. També ha exercit com a directora en alguna ocasió, com a Bella Loves Jenna (2003) o Jenna's Provocateur (2006).
En 2006 es va divorciar de Grdina i va vendre la seva productora a Playboy.